# Sucre (stat)
Statul Sucre este unul dintre cele 23 de state federale din Venezuela. În 2007, Sucre avea o populație de 916.600 de locuitori și o suprafață totală de 11.800 km². 
Capitala statului este orașul Cumaná.